# Podbój Rusi przez Mongołów
Podbój Rusi przez Mongołów – najazdy sił mongolskich na ziemie dawnej Rusi Kijowskiej w latach 1237–1241, w wyniku których księstwa ruskie utraciły samodzielność.

## Rozpoczęcie wojny
W 1206 roku chanem został Temudżyn. W 1216 Połowcy przyjęli na swoje ziemie Merkitów – zaciekłych wrogów Temudżyna i jego imperium. Wspierali też stale jego wrogów w postaci plemion ugrofińskich. W końcu, w celu pacyfikacji Połowców, Temudżyn wysłał w 1222 korpus ekspedycyjny złożony z trzech tümenów, a dowodzony przez Subedeja i Dżebe. Korpus ruszył przez Kaukaz, aby wyjść na tyły Połowców. Usiłował ich zatrzymać król gruziński Jerzy IV Lasza, ale poniósł klęskę. Mongołowie pochwycili też przewodników, którzy wskazali im drogę przez Wąwóz Darialski – w ten sposób w 1223 wyszli na stepy połowieckie (Deszt-i-Kipczak) u źródeł Kubania. Po drodze zaatakowali i obrabowali plemię Alanów, a następnie zaatakowali i pokonali Połowców, których kagan Kocjan po klęsce zwrócił się o pomoc do książąt ruskich. 
W 1223 wyruszyli wspólnie przeciw Mongołom, spotykając ich nad rzeką Kałka. Ponieważ po stronie ruskiej brak było jednolitego dowództwa (w wyprawie brało udział 18 książąt ruskich), Mongołowie kolejno pokonali ich oddziały, a na koniec zdobyli podstępem obóz księcia kijowskiego. Wziętych do niewoli książąt związano, ułożono na nich deski i bale drewniane, na których urządzono ucztę dla zwycięzców. 
Wojska mongolskie ruszyły dalej na zachód, pustosząc południowe ziemie ruskie, a następnie zawróciły nad Wołgę, gdzie doznały niepowodzeń w walkach z osiadłymi tutaj plemionami bułgarskimi. Zarządzono więc odwrót.

## Kolejne wyprawy
Kolejna wyprawa Mongołów na Ruś została zorganizowana w 1236. Dowodził nią Batu-chan, który właśnie objął przywództwo ułusu zachodniego po swoim ojcu Dżoczi. Uderzył on na państwo Bułgarów Kamskich i pokonał je, następnie zajął ziemie Mordwinów. Jesienią 1237 odbył się zjazd samych wnuków Czyngis-chana, który uchwalił następną wyprawę przeciw ziemiom ruskim. W 1238 zdobyto Riazań (Arpan), Kołomnę (Ike, pod którą zginął jeden z synów Czyngis-chana Kulkan), Twer, Rostów, przez 8 dni trwało oblężenie twierdzy Jurgija Wielkiego, zakończone zdobyciem grodu, po czym Mongołowie ruszyli na Perejasław, który także wzięli. Obrońca grodu kniaź "Wanke Jurku" – Jerzy II Wsiewołodowicz, został pojmany i ścięty. Następnie armia stepu rozdzieliła się. Batu na czele własnego tümenu poszedł pod Kozielsk i dwa miesiące bezskutecznie go oblegał. Pod miastem zjawili się niebawem Kadan i Büri i zdobyli go. W 1239 roku zdobyty został Czernihów i Głuchów. Przed szturmem na Kijów, Batu postanowił paktować i wysłał poselstwo, aby ocalić miasto – perłę Rusi. Posłów jednak zabito na rozkaz księcia Michała I Wsiewołodowicza, a on sam uciekł na Węgry.
Oddziały, które ruszyły na Nowogród, zawróciły w odległości kilkunastu kilometrów od miasta. Obronił się również Smoleńsk. Późną jesienią 1240 oddziały mongolskie podeszły pod Kijów. Był to podjazd większej wyprawy, która zaatakowała Polskę, Czechy, Węgry, Siedmiogród, Bułgarię.
Obroną Kijowa, po ucieczce księcia Michała, kierował wojewoda Dymitr. Wojownicy i mieszkańcy stolicy wykazali ogromne bohaterstwo, broniąc się mężnie do końca. Po sforsowaniu murów miejskich i wewnętrznych zapór rażono nieprzyjaciela z ostatniego punktu oporu – cerkwi Dziesięcinnej. Wreszcie i ona została zdobyta. Dymitr dostał się do niewoli, lecz podobno za męstwo okazane w walce darowano mu życie, natomiast miasto zostało zrujnowane. W ten sposób upadło Wielkie Księstwo Kijowskie.
Kolejnym celem najeźdźców stało się Księstwo halicko-wołyńskie. Wprawdzie nie udało się im opanować ufortyfikowanego Kamieńca, ale reszta miast wpadła w ich ręce (m.in. Włodzimierz i Halicz). Miasta zostały splądrowane i spalone, a ludność wymordowana lub uprowadzona. 
Ruś, która na przeszło dwieście lat dostała się pod panowanie Mongołów, przekształciła się ze stojącego na wysokim poziomie kulturalnym i rozwiniętego organizmu państwowego – co prawda na przełomie XII i XIII wieku targanego wewnętrznymi sprzecznościami i walkami dzielnicowymi – w peryferie Europy, nie odgrywające żadnej roli w jej dziejach. Rozwój Rusi został zahamowany, a ona sama osłabiona, i to w chwili, gdy zachodni sąsiedzi wychodzili ze stadium rozdrobnienia dzielnicowego, formując silne i scentralizowane państwa.

## Podział imperium mongolskiego
W połowie XIII wieku imperium mongolskie zostało podzielone na cztery części (tzw. ułusy). Jedną z nich był ułus najstarszego syna Dżyngis-chana – Dżucziego, nazywany potem Złotą Ordą. Obejmował on ogromny obszar: od Irtysza do Dunaju i od Uralu do Kaukazu. Osiadłych tu Mongołów nazwano Tatarami. Początkowo stolicą państwa było miasto Saraj Batu (koło dzisiejszego Astrachania), później Saraj Berke (koło dzisiejszego Wołgogradu).

## Rządy Złotej Ordy
W 1243 Batu-chan, udzielając zezwolenia Jarosławowi na używanie tytułu wielkiego księcia i pozwalając na sprawowanie przezeń władzy w księstwie kijowskim i rostowsko-suzdalskim, wprowadził przestrzegany później obyczaj każdorazowego uzyskiwania odpowiedniego przywileju przez władców Rusi, tzw. jarłyku.
Tatarzy pozostawili na podbitych ziemiach ruskich stare struktury polityczne i nie tylko wykorzystywali dla umocnienia swego panowania waśnie i konflikty między książętami ruskimi, lecz również sami umiejętnie je podsycali. Ci, którzy chcieli otrzymać jarłyk, musieli stanąć przed obliczem chana. Nigdy nie wiedzieli, czy czeka ich wspaniałe przyjęcie, poniżająca procedura hołdownicza, czy też śmierć. Takie wypadki zdarzały się niejeden raz. W 1245 zabito księcia czernihowskiego Michała, w rok później wielkiego księcia Jarosława II, a jego syn Aleksander uniknął śmierci, nie stawiając się na wezwanie tatarskie.
Wkrótce działania chanów przybrały charakter metodyczny. Na Rusi pojawili się poborcy podatkowi i urzędnicy przeprowadzający spis ludności. W miastach osadzono namiestników tatarskich (baskaków), którzy mieli czuwać nad przestrzeganiem terminów składania daniny. Spisy mieszkańców ziem ruskich oparte były na systemie dziesiątkowym. Dla ułatwienia rozliczeń podatkowych dziesiątki łączono w setki, te w tysiące, a następnie – dziesiątki tysięcy. Duchowieństwo zwolniono od wszelkich danin i powinności. Dodatkowy ciężar stanowiły periodyczne branki, uprowadzanie ludności i zmuszanie jej do służby wojskowej. Spadały na nią również świadczenia na rzecz tatarskiej służby łączności: dostarczanie podwód, kwater i wyżywienia dla posłańców.
Upadek Kijowa wyraził się także w przeniesieniu prawosławnej metropolii kościelnej do Włodzimierza nad Klaźmą, a następnie do Moskwy.

## Wyzwolenie
W 1254 książę halicki Daniel wypędził Tatarów z kilku miast podolskich, ale po pięciu latach został przez nich zmuszony do ucieczki na Węgry. Na żądanie najeźdźców rozebrano ziemne wały obronne w grodach we Lwowie, w Łucku i Chełmie. Każda, podejmowana w XIII wieku próba zrzucenia jarzma mongolskiego kończyła się klęską. Mimo to za następców Daniela: Lwa, Jurija I oraz ich potomków, nie ustawała walka przeciw Tatarom. Toczyła się ona ze zmiennym szczęściem i doprowadziła wreszcie do usunięcia bezpośredniej zależności.
Dopiero w roku 1380, po bitwie na Kulikowym Polu, rozpoczął się proces uniezależniania się Moskwy od zwierzchnictwa Złotej Ordy i budowy państwa rosyjskiego w oparciu o rosnącą potęgę i autorytet Wielkiego Księstwa Moskiewskiego. Zwycięzca, książę Dymitr otrzymał przydomek "Doński" i jest do dzisiaj rosyjskim bohaterem narodowym.